# Yachats
Yachats – miasto w Stanach Zjednoczonych, w stanie Oregon, w hrabstwie Lincoln.